# لوران ژرا

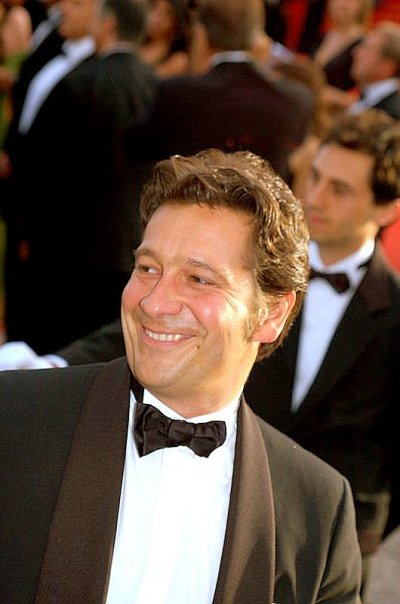
لوران ژرا جشنواره فیلم کن ۲۰۰۶.

لوران ژرا(فرانسوی: Laurent Gerra‎؛ زادهٔ ۲۹ نوامبر ۱۹۶۷) کمدین، صداپیشه، فیلم‌نامه نویس فرانسوی است. او به سبب تقلید صدای شخصیت‌های سیاسی و شخصیت‌های معروف در جامعه هنری به شهرت رسید.

## فعالیت هنری
لوران ژرا فعالیت هنری اش را از سال ۱۹۸۹ در لیون آغاز کرد. در سال ۱۹۹۱ به پاریس آمد و در کاباره دان کامیلو شروع به فعالیت کرد و همزمان فعالیت در برنامه‌های تلویزیونی را آغاز کرد. در همان زمان با ویرجینی لوموان کمدین فرانسوی که از شهرت برخوردار بود آشنا شد. در سال ۱۹۹۷ روی صحنه رفت و چند ماه بعد جایزه مولیر بهترین نمایش را از آن خود کرد.

## زندگی شخصی
لوران ژرا از سال ۱۹۹۰ تا سال ۱۹۹۹۷ با کمدین فرانسوی ویرجینی لوموان زندگی مشترک داشت. سپس از سال ۱۹۹۸ تا ۲۰۰۱با متیلد سنیه هنرپیشه فرانسوی  
زندگی کرد و پس از آن با لیندا لمی خواننده کانادایی بود.

## منبع
1. ↑  «نسخه آرشیو شده». بایگانی‌شده از اصلی در ۸ ژوئن ۲۰۱۵. دریافت‌شده در ۷ ژوئن ۲۰۱۵.
2. ↑  http://www.rtl.fr/emission/laurent-gerra